# Hérissart
Hérissart és un municipi francès situat al departament del Somme i a la regió dels Alts de França. L'any 2007 tenia 529 habitants.

## Demografia

### Població
El 2007 la població de fet de Hérissart era de 529 persones. Hi havia 202 famílies de les quals 41 eren unipersonals (12 homes vivint sols i 29 dones vivint soles), 70 parelles sense fills, 83 parelles amb fills i 8 famílies monoparentals amb fills.
La població ha evolucionat segons el següent gràfic:
Habitants censats

### Habitatges
El 2007 hi havia 221 habitatges, 206 eren l'habitatge principal de la família, 4 eren segones residències i 11 estaven desocupats. 219 eren cases i 2 eren apartaments. Dels 206 habitatges principals, 182 estaven ocupats pels seus propietaris, 16 estaven llogats i ocupats pels llogaters i 8 estaven cedits a títol gratuït; 1 tenia dues cambres, 24 en tenien tres, 44 en tenien quatre i 137 en tenien cinc o més. 179 habitatges disposaven pel capbaix d'una plaça de pàrquing. A 77 habitatges hi havia un automòbil i a 112 n'hi havia dos o més.

### Piràmide de població
La piràmide de població per edats i sexe el 2009 era:
| Homes | Edats   | Dones |
| ----- | ------- | ----- |
| 0     | 95 o +  | 0     |
| 4     | 90 a 94 | 4     |
| 0     | 85 a 89 | 8     |
| 4     | 80 a 84 | 8     |
| 12    | 75 a 79 | 16    |
| 8     | 70 a 74 | 12    |
| 4     | 65 a 69 | 4     |
| 12    | 60 a 64 | 12    |
| 8     | 55 a 59 | 8     |
| 32    | 50 a 54 | 16    |
| 40    | 45 a 49 | 44    |
| 4     | 40 a 44 | 24    |
| 0     | 35 a 39 | 12    |
| 20    | 30 a 34 | 8     |
| 20    | 25 a 29 | 8     |
| 12    | 20 a 24 | 8     |
| 28    | 15 a 19 | 20    |
| 8     | 10 a 14 | 8     |
| 0     | 5 a 9   | 16    |
| 12    | 0 a 4   | 4     |

## Economia

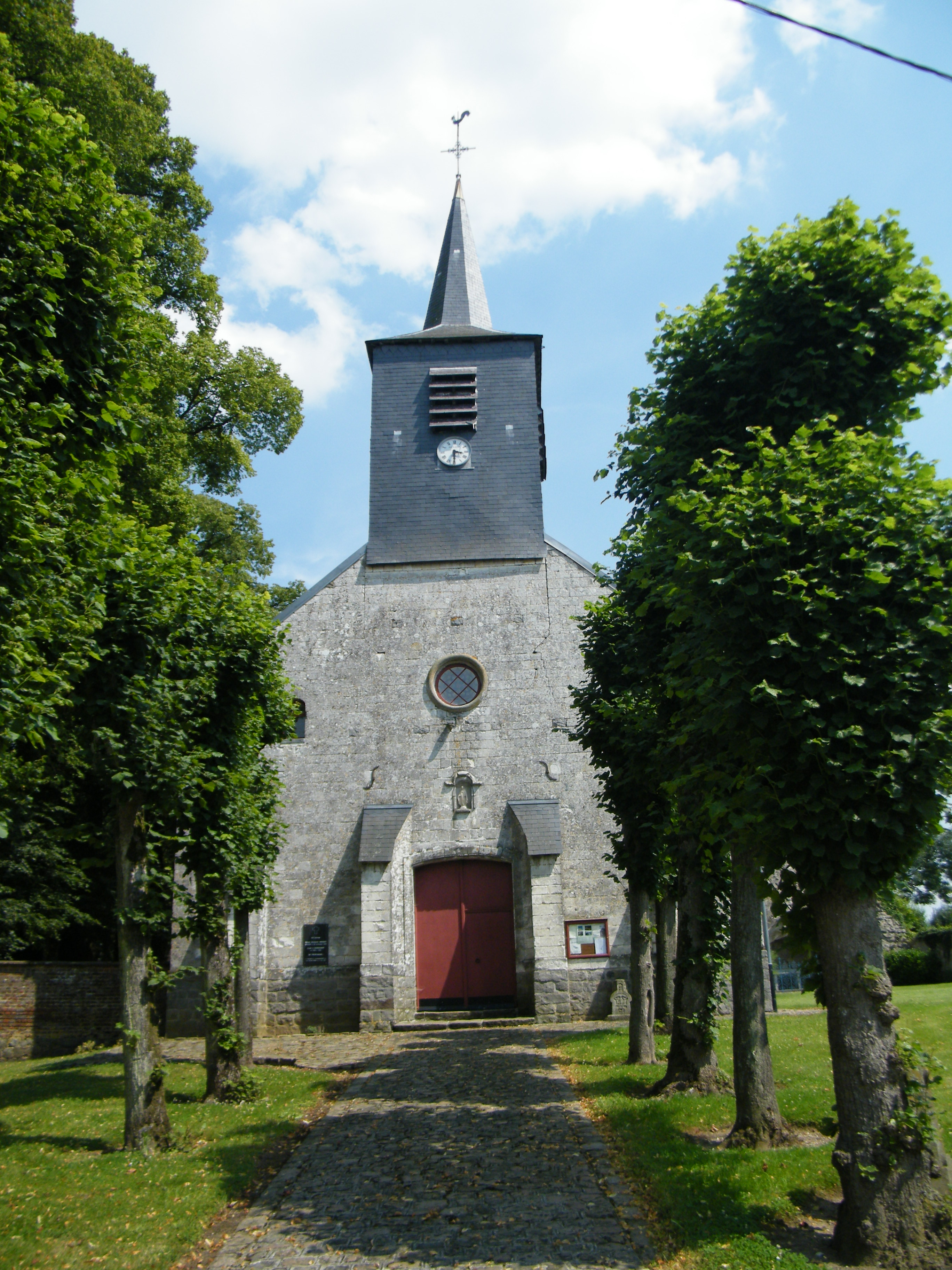
Església

El 2007 la població en edat de treballar era de 340 persones, 267 eren actives i 73 eren inactives. De les 267 persones actives 253 estaven ocupades (139 homes i 114 dones) i 14 estaven aturades (7 homes i 7 dones). De les 73 persones inactives 20 estaven jubilades, 36 estaven estudiant i 17 estaven classificades com a «altres inactius».

### Ingressos
El 2009 a Hérissart hi havia 208 unitats fiscals que integraven 546,5 persones, la mediana anual d'ingressos fiscals per persona era de 20.409 €.

### Activitats econòmiques
Dels 20 establiments que hi havia el 2007, 1 era d'una empresa de fabricació de material elèctric, 1 d'una empresa de fabricació d'altres productes industrials, 4 d'empreses de construcció, 2 d'empreses de comerç i reparació d'automòbils, 1 d'una empresa de transport, 1 d'una empresa financera, 7 d'empreses de serveis, 2 d'entitats de l'administració pública i 1 d'una empresa classificada com a «altres activitats de serveis».
Dels 4 establiments de servei als particulars que hi havia el 2009, 1 era un taller de reparació d'automòbils i de material agrícola i 3 fusteries.
L'únic establiment comercial que hi havia el 2009 era una botiga de menys de 120 m².
L'any 2000 a Hérissart hi havia 20 explotacions agrícoles que ocupaven un total de 651 hectàrees.

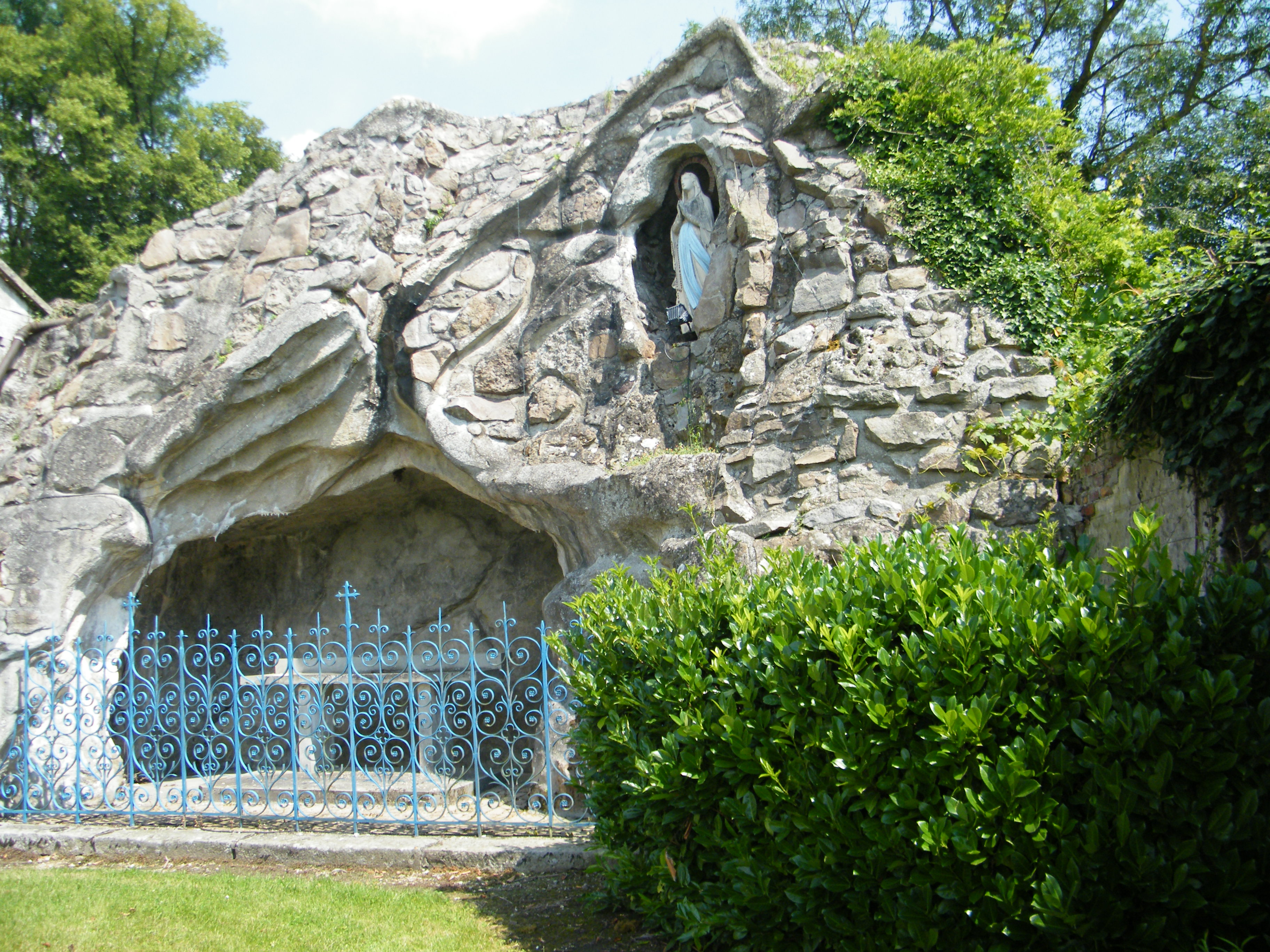

## Equipaments sanitaris i escolars
L'únic equipament sanitari que hi havia el 2009 era una ambulància.
El 2009 hi havia una escola elemental integrada dins d'un grup escolar amb les comunes properes formant una escola dispersa.

## Poblacions més properes
El següent diagrama mostra les poblacions més properes.